# Sienna Hearn
Sienna Hearn (* 16. Juli 2002 in Sydney) ist eine australische Wasserballspielerin. Sie gewann mit der australischen Nationalmannschaft 2024 eine olympische Silbermedaille.

## Sportliche Karriere
Die 1,74 Meter große Sienna Hearn studiert an der Australian Catholic University in Strathfield. Sie spielt für die Balmain Tigers in Sydney.
Hearn spielte 2022 erstmals in der Nationalmannschaft. Bei der Weltmeisterschaft 2024 in Doha verloren die Australierinnen im Viertelfinale mit 9:10 gegen die Mannschaft aus den Vereinigten Staaten und belegten schließlich den sechsten Platz. Hearn erzielte im Viertelfinale einen Treffer. Fünf Monate später erreichte die australische Mannschaft beim olympischen Wasserballturnier in Paris das Halbfinale durch einen Viertelfinalsieg über die Griechinnen. Im Halbfinale bezwangen die Australierinnen das Team aus den Vereinigten Staaten nach Penaltyschießen. Im Finale unterlagen die Australierinnen den Spanierinnen mit 9:11. Hearn warf im Finale zwei Tore.